# Opuncie

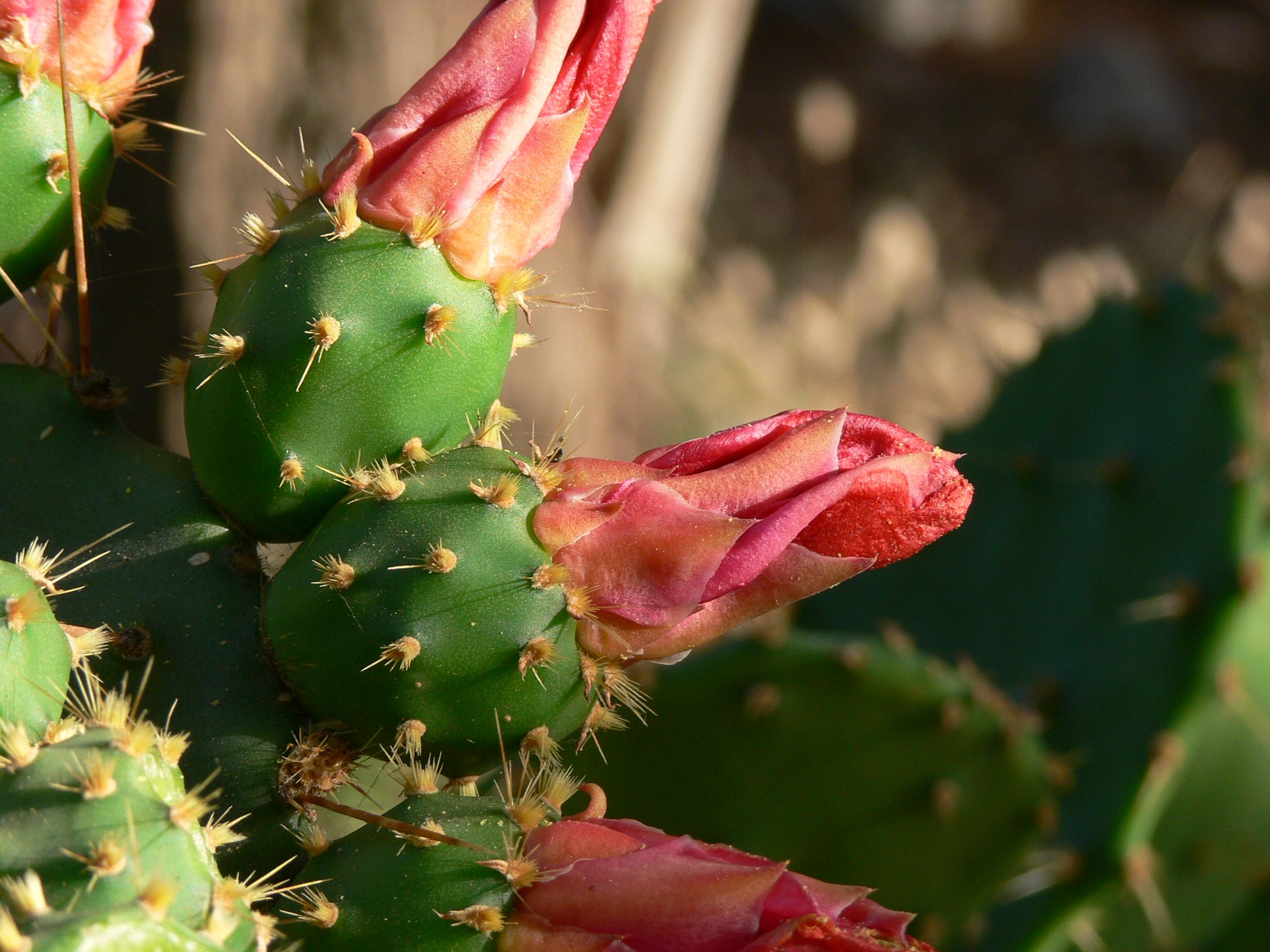
Květ opuncie

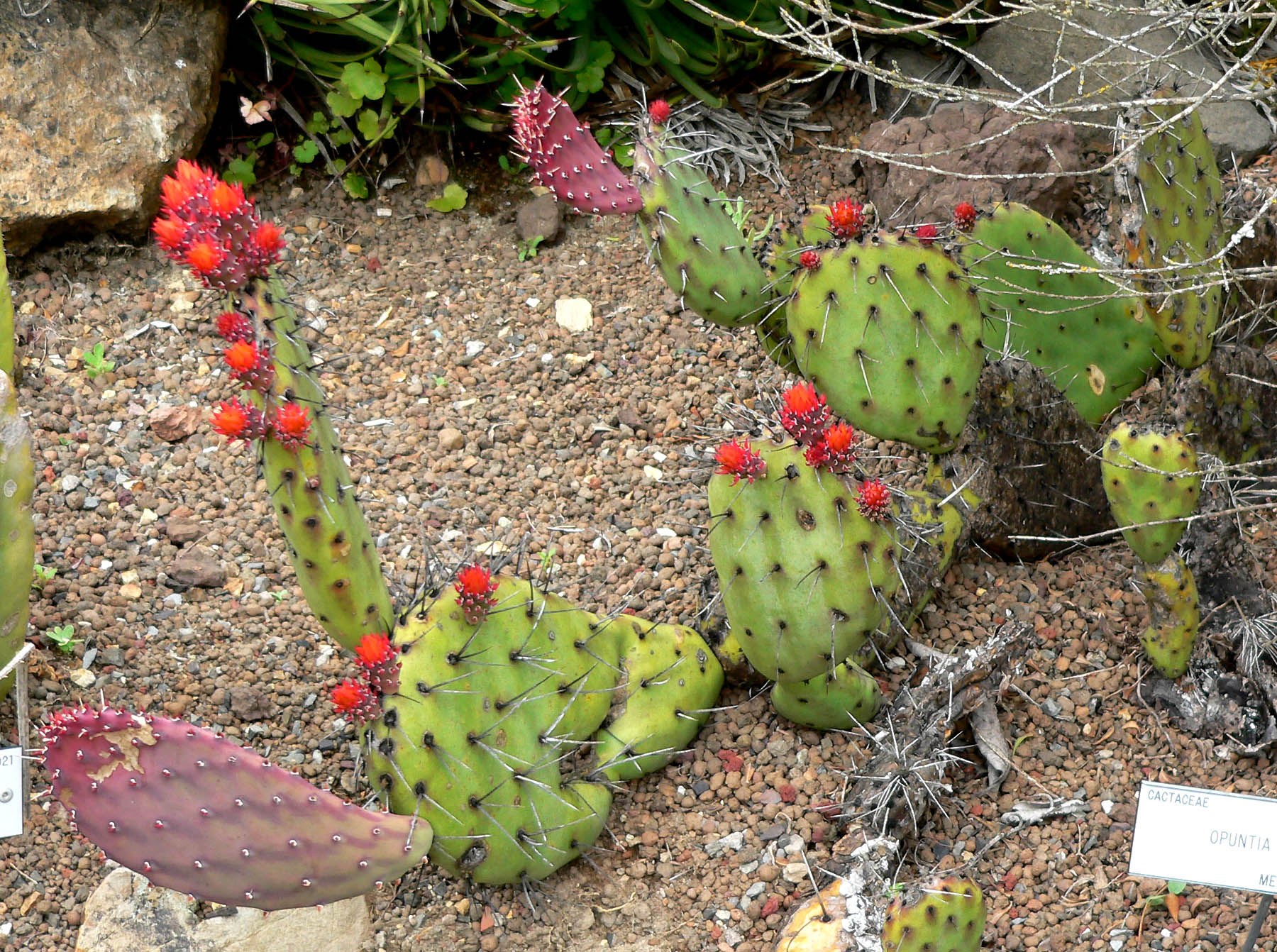
Zrající opuncie

Opuncie (Opuntia), česky též nopál, je rod rostlin z čeledi kaktusovité (Cactaceae). Tyto rostliny jsou původem z oblasti rozkládající se od Kanady až po Ohňovou zemi.
S cíleným pěstováním se začalo asi před 8 000 až 9 000 lety v centrálním Mexiku. Nejdůležitějším druhem je opuncie mexická (Opuntia ficus-indica), která má 2 formy. O. ficus-indica f. amyclaea je s trny, f. inermis je beztrnná. Po objevení Ameriky se opuncie rozšířily do Středozemí a dále do ostatních částí světa. V současnosti jsou nejvíce pěstované v Mexiku, Brazílii, Bolívii, USA, Itálii, severní a jižní Africe a v Indii. V evropských pramenech pochází z roku 1515, kdy byla nalezena na Haiti.

## Etymologiea místní názvy
Slovo Opuntia je odvozeno od antické vesnice v Řecku.
- česky: „opuncie“
- anglicky: „opuntia“ (cactus pear, prickly pear)
- španělsky: „nopal“, „tuna“, „tuna de España“, „higo“
- italsky: „fico d’India“, „fico“
- portugalsky: „figo da India“, „tabaido“, „palma forrageira“
- aztécky: „nopalli“

## Užití
- Ovoce – plod opuncie se konzumuje syrový, všelijak upravovaný; v podobě džusů; alkoholických nápojů; džemů (melcocha, queso de tuna, miel de tuna); přidává se do různých cukrovinek, do čajových směsí nebo se z něj vyrábí tekuté sladidlo.
- Zelenina – nejnovější stonkové segmenty se používají dosti často i jako zelenina.
- Píce – nejčastěji stonky z průřezů, nebo celé rostliny se odtrnovávají a používají jako objemné krmivo. V některých oblastech WANA (West Asia/North Africa) regionu nebo JAR (Jihoafrická republika) se dobytek pase in situ na beztrnných opunciích nebo předem spálených plamenometem.
- Barvivo – karmín, neboli košenila – tedy červené barvivo, které vzniká především z červce nopálového (Dactylopius coccus), parazitujícího na stoncích.
- Energie – bioplyn, etanol; ohřev z hoření – na toto využití probíhá řada studií, ale zatím se nikde více nevyužívá.
- Zemědělství – využití v agronomii se týká hlavně zisku organického materiálu, využití jako meziplodiny, či v agrolesnických systémech (Santa Cruz, La Paz, Bolívie). Dále se využívají jako ploty, větrolamy a antierozní rostliny (Severní Afrika).
- Mouka – ze sušené mleté opuncie se peče nopálový chleba, vhodný při dietách.[1]
- Ostatní – olej ze semen; farmaceutika; kosmetické produkty; výroba papíru ze stonků; okrasná rostlina.

## Taxonomie
Opuncie zahrnuje asi 300 druhů, původem z Ameriky. Čeleď kaktusovité (Cactaceae syn. Opuntiaceae) z řádu hvozdíkotvaré (Caryophyllales) zahrnuje rod Opuntia s 11 podrody, z nichž Opuntia a Nopalea jsou ty nejdůležitější pro zemědělství. Z divokých opuncií jsou to např.: O. joconostle, O. lindheimeri, O. streptacantha, O. tomentosa. Z pěstovaných jsou nejdůležitější: O. albicarpa, O. ficus-indica, O. robusta var. larreyi a Nopalea cochinellifera.

## Anatomie a morfologie

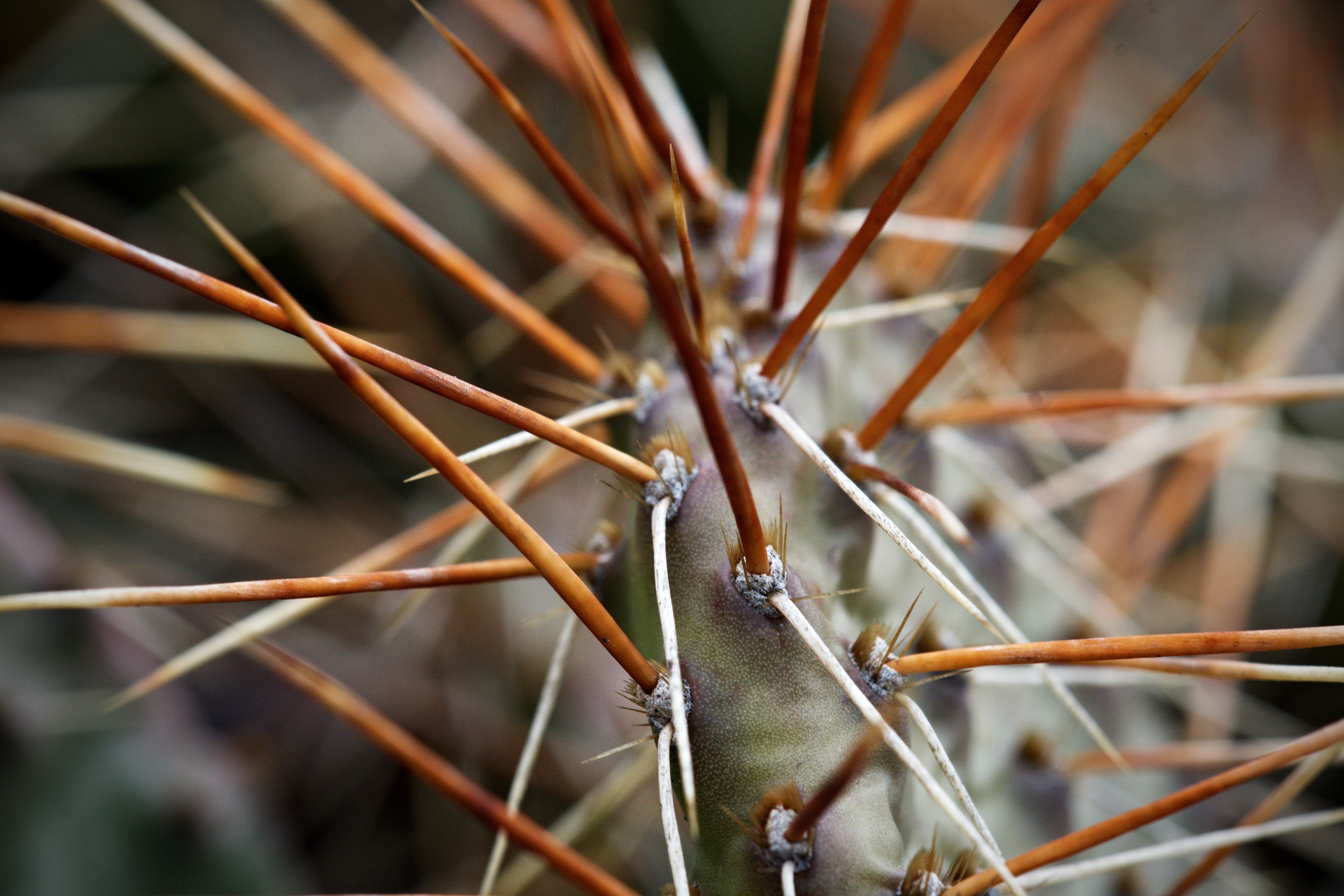

Opuncie tvoří jednu podčeleď čeledi kaktusů. Charakteristické je pro ně vytváření těla složeného z mnoha na sebe navazujících článků, nejčastěji plochých. Tím se odlišuje od ostatních kaktusů, které mají těla kulovitá, válcovitá nebo sloupovitá s výrazným centrálním článkem. Je to sukulentní rostlina s hustým kořenovým systémem. Nadzemní část je tvořena zdužnatělými články stonkového původu, na nichž jsou helikálně uspořádány jednotlivé areoly. V těch bývají větší trny a mnoho menších glochid se zpětnými háčky. Z areol vyrůstají nové články nebo generativní orgány květy, plody. Mladé články se používají jako zelenina, či množitelský materiál. Květy jsou soliterní, středně velké, nejčastěji žluté nebo v odstínech červené až fialové. Modrá barva se u kaktusů nevyskytuje. Plody jsou poměrně velké, obsahují početná plochá semena s tvrdou slupkou.
Pevné cévní svazky jsou obaleny zásobním pletivem, především na vodu. Pokožka je poměrně tuhá.

## Fyziologie
Opuncie jsou CAM rostliny (Crassulacean Acid Metabolism) podobné C4 rostlinám.

## Rozmnožování
Nejčastěji se opuncie množí vegetativně stonkovými segmenty (1–3 segmenty), řízkováním či explantátovými kulturami. Rozmnožování semeny není příliš časté, protože je obtížnější.

## Pěstování
Pěstování opuncií má největší tradici v Mexiku, zde se nachází i nejvější biologická diversita tohoto taxonu. V centrálním Mexiku na plantážích okolo Ciudad de México byla v roce 1997 vyvinuta technologie pěstování v plastikových tunelech. Největším světovým producentem karmínu je Peru. Na počátku 20. století americký botanik Luther Burbank vyšlechtil první beztrné opuncie. V Austrálii se opuncie po svém dovezení kriticky invazivně rozšířila a musel být dovezen přirozený hmyzí škůdce z Mexika. V Itálii, byla vyvinuta metoda „scozzolatura“ zvyšující výnosy ovoce. V Izraeli se setkáváme s pokusy pěstovat opuncie v hydroponii.[zdroj?]
Rod Opuntia spp., jako píce je nejčastěji využíván v Mexiku, Indii, Brazílii, USA, Chile, Argentině, JAR a WANA regionu.

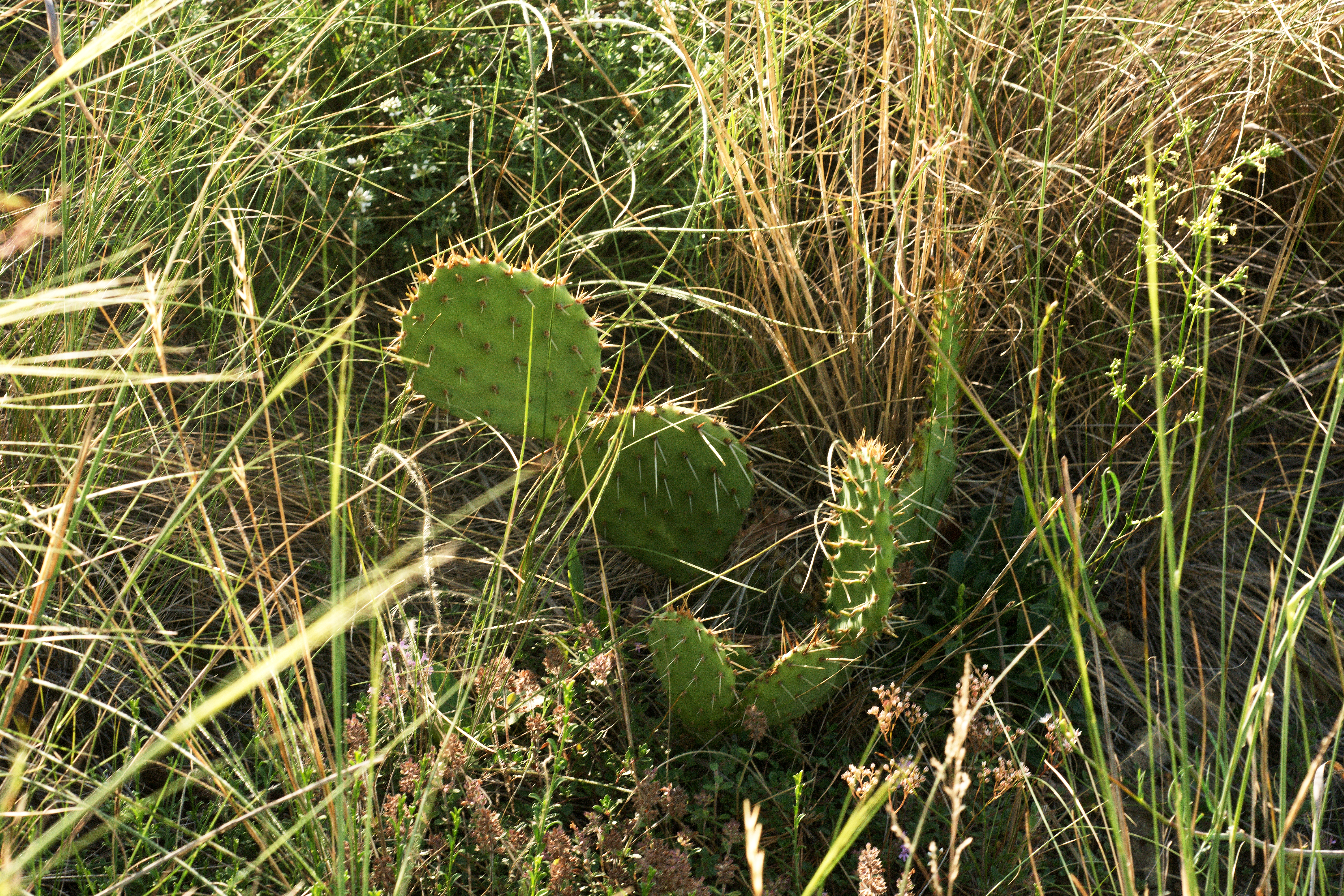
Opuncie v národní přírodní rezervaci Mohelenská hadcová step

V České republice se opuncie vyskytuje jako invazní druh ve volné přírodě na několika místech jižní Moravy, například na Mohelenské hadcové stepi, několik ohnisek je i v CHKO Pálava. Volně vysázené opuncie lze spatřit například v zářezu dálnice D11 u Mochova. Zde zřídili kaktusovou stráň členové kaktusářského klubu Čelákovice.

## Cactusnet
Cactusnet je mezinárodní internetová síť založená v roce 1993 FAO (Food and Agriculture Organization) v Mexické Guadalajaře. Do projektu je zahrnuto přes 20 zemí, kde se pěstuje opuncie pro plody, či jako píce.